# Minami-ku (Nagoya)
Minami (南区 Minami-ku?) es un barrio de la ciudad de Nagoya, en la prefectura de Aichi, Japón. En octubre de 2019 tenía una población estimada de 136.015 habitantes y una densidad de población de 7.368 personas por km². Su área total es de 18,46 km².

## Demografía
Según los datos del censo japonés, esta es la población de Minami en los últimos años.
| 1995    | 2000    | 2005    | 2010    | 2015    |
| ------- | ------- | ------- | ------- | ------- |
| 154.275 | 147.912 | 143.973 | 141.310 | 136.935 |